# Calle de la Bola
La calle de la Bola es una vía pública de la ciudad española de Madrid, situada en el barrio de Palacio, perteneciente al distrito Centro. Va desde la plaza de la Encarnación a la calle de Torija.

## Historia
Rotulada en los planos de Texeira (1656) como calle de la Encarnación por servir de acceso al vecino convento de ese nombre, tomó luego la denominación, curiosa y de factura asimismo popular, de calle de la Bola en virtud de la esfera de granito que protegía el guardacantón de una de sus esquinas.; nombre con el que aparece en el plano de Antonio Espinosa de los Monteros (1769).  Más tarde, durante el Sexenio Democrático se bautizó “de Malcampo”, por el general de marina José Malcampo, gloriosamente implicado en la consecución de ese periodo revolucionario y que fue presidente del Consejo durante el breve reinado de Amadeo I.

## Edificios y establecimientos
El cronista Pedro de Répide la recordaba al comienzo del siglo xx mostrando las fachadas de distintos palacios señoriales. En otro ámbito, informa también que en una imprenta que hubo en esta calle, se imprimieron las proclamas para la huelga de agosto de 1917.
Varios edificios de esta calle forman capítulo en el campo de «la enseñanza e instrucción pública», como por ejemplo la Asociación de la enseñanza para la mujer establecida en la casa del número 14 en la década de 1880. También estuvo en el número 6, el colegio San Ignacio desde 1941. En el inicio del siglo xxi se encuentra con entrada por la calle de Fomento una sección del IES Santa Teresa de Jesús.
En la esquina de la calle Guillermo Roland se mantiene abierto al público el castizo restaurante La bola, capilla gastronómica del popular cocido madrileño, fundado por la familia Verdasco en 1802.
El jardín del palacio del Duque de Granada de Ega da a esta calle.
Entre los ilustres vecinos que la poblaron, Ángel Fernández de los Ríos menciona al poeta ilustrado Juan Meléndez Valdés. También residió en esta vía el conde de Peña Ramiro.

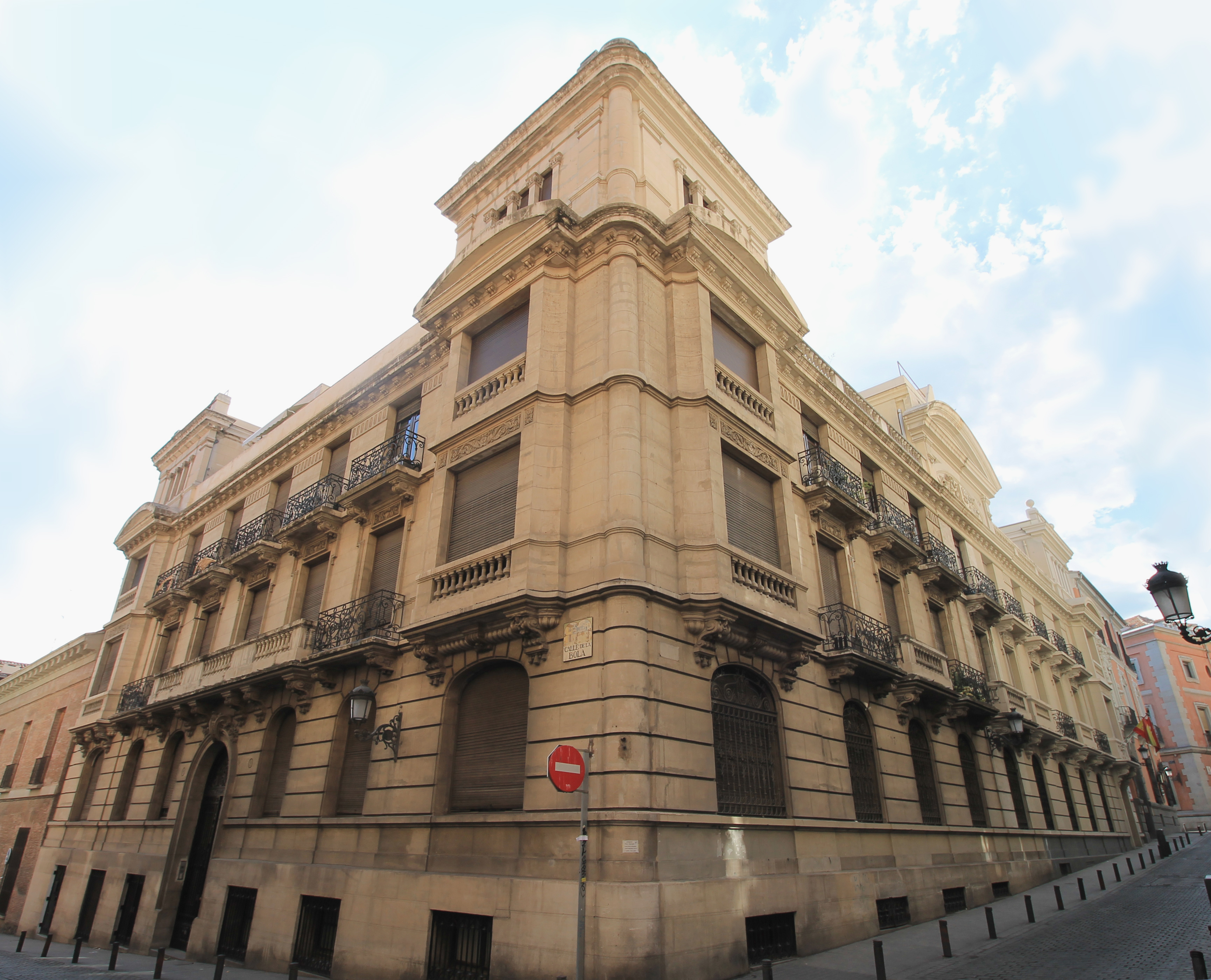
Fachada del I.E.S. Santa Teresa de Jesús de Madrid, edificio construido en la década de 1910 como viviendas.
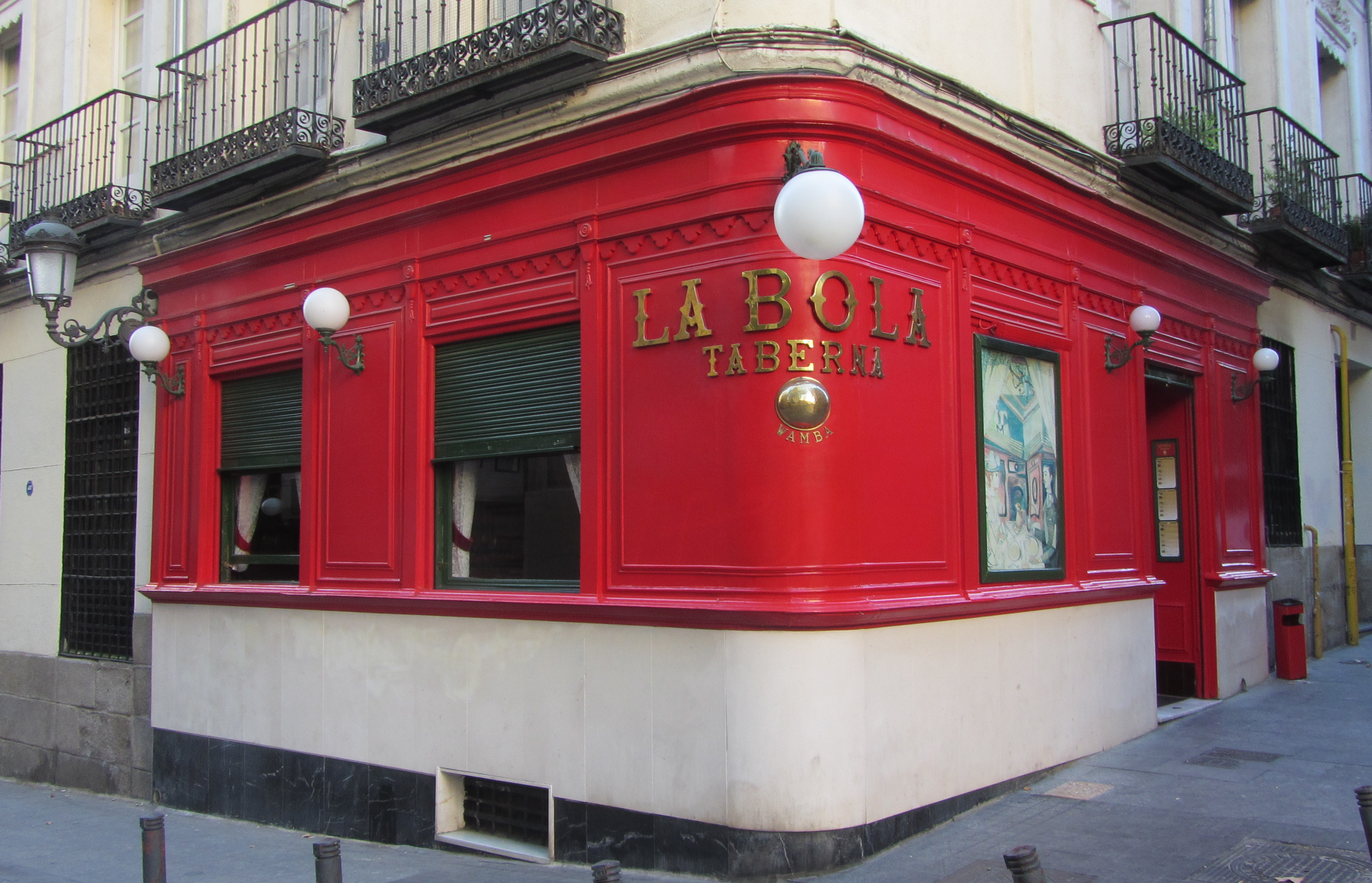
En el nº 5, esquina a Guillermo Rolland, la taberna La Bola (en 2014).
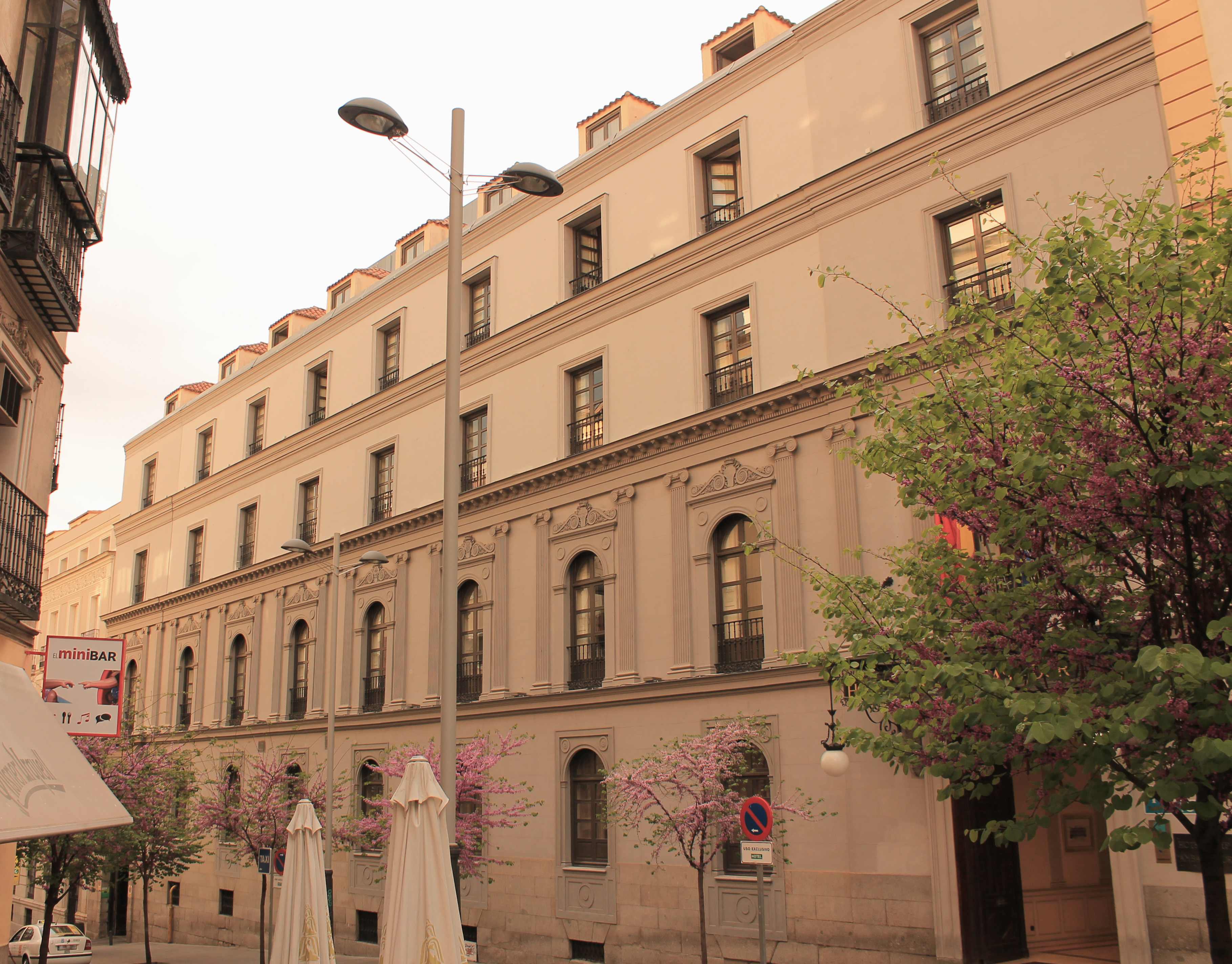
Antiguo palacio del duque de Granada de Ega, convertido en hotel.
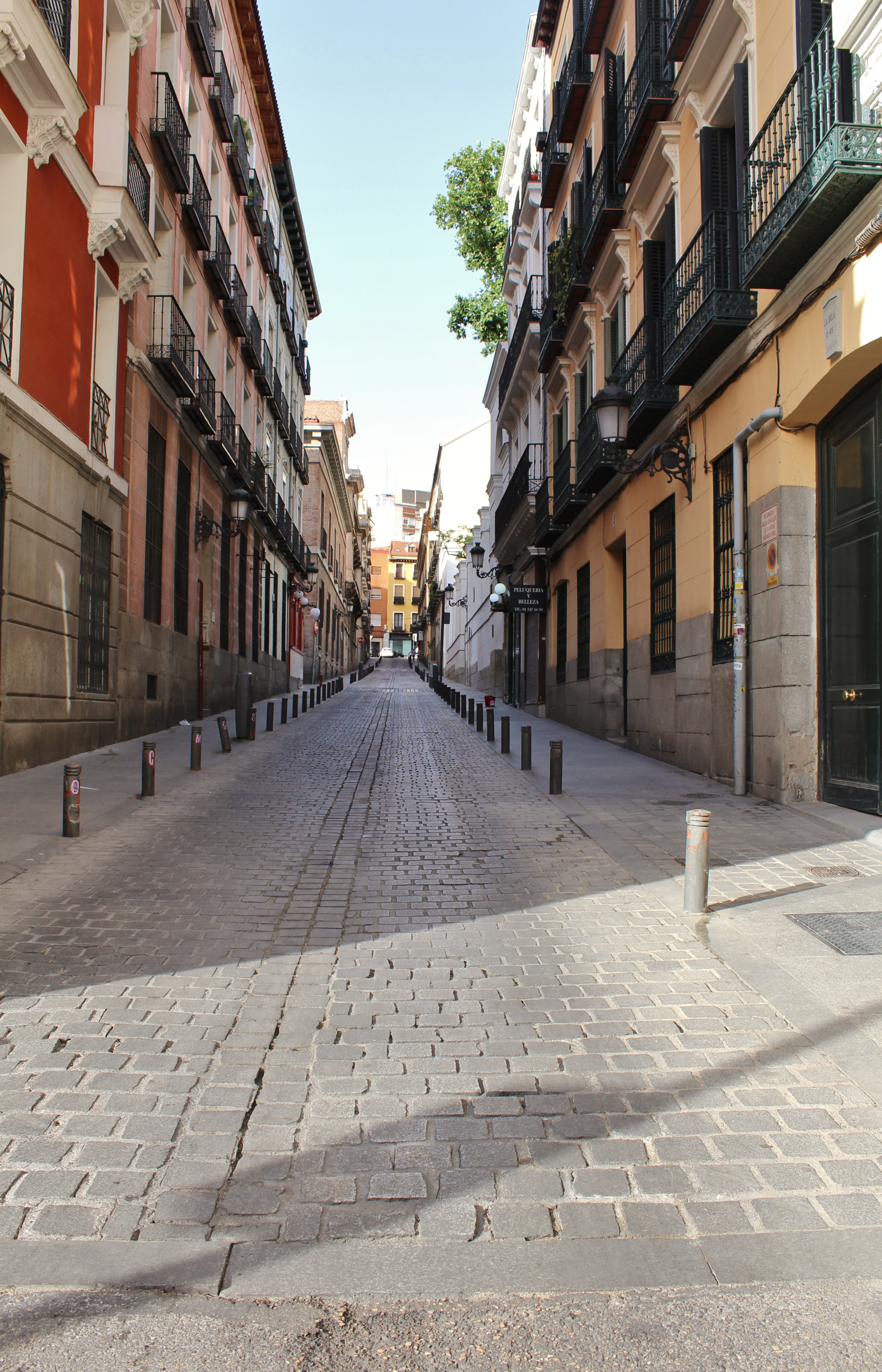
Vista general de la calle, en 2017.